# Стадион города Хух-Хото
Стадион города Хух-Хото (кит. упр. 呼和浩特市体育场) — многофункциональный спортивный стадион в Хух-Хото, АРВМ, КНР. Являлся домашним стадионом для команды первой лиги «Хух-Хото Дунцзинь». Вмещает 51632 зрителей.

## История
Первоначально в 1952 году был построен «старый» стадион Хух-Хото. Проектные изыскания для «нового» стадиона начались в июне 2005 года. был сдан в эксплуатацию в 2007 году. Инвестиции в проект составили 600 млн. юаней. После переезда команды «Шэньян Дунцзинь» стадион в основном используется для массовых мероприятий. Является одной из достопримечательностей города.